# Sony Alpha 77
α 700 α 77 II
Le Sony Alpha 77 (typographié α 77) est un appareil photographique numérique à miroir semi transparent haut de gamme de la série Alpha, annoncé par Sony le 24 août 2011. Il représentait le fleuron de la gamme entre la fin de commercialisation de l'Alpha 900 et la sortie du Sony Alpha 99 fin 2012.
Le successeur du Sony A700 est équipé d'un capteur APS-C CMOS de 24,3 Mpx. Sa cadence de prise de vue en rafale est de 12 images par seconde.
Il est équipé d'un miroir semi transparent.

## Caractéristiques techniques
Le Sony Alpha 77 est équipé d'un capteur CMOS de 24 Mpx au format APS-C ayant une densité de 6,5 Mpx/cm. Il possède un viseur électronique 1024 x 768 et une stabilisation mécanique. L'écran mesure 7,6 cm de diagonale et possède une définition de 921 000 points, il est au format 4/3 et n'est pas tactile. La sensibilité va de 100 à 16 000 ISO. L'appareil filme en full HD à 50 i/s avec un son en stéréo.

## Réception et Critiques
Le Sony Alpha 77 a reçu des critiques mitigées à positives lors de sa sortie.
Le site Digital Photography Review lui attribue une note de 81 %, mettant en avant la performance du viseur et sa rapidité de prise de vue en rafale à 12 images par seconde, mais critiquant la qualité des images JPEG produites et le niveau de bruit, en particulier dans les hauts ISO.
Le site Les Numériques lui décerne 5 étoiles, relevant en points positifs le mode rafale, la construction anti-ruissellement, la vidéo full HD et le montage de l'écran arrière à plusieurs pivots. En points négatifs le site fait état d'une qualité d'image en retrait en sensibilité, d'une interface un peu confuse, d'une mémoire tampon un peu sous-dimensionnée, et d'une autonomie plus faible que les reflex à visée optique. Le viseur électronique est considéré comme présentant des avantages (zoom, prévisualisation, fonctionnement en basse lumière) mais aussi des inconvénients (précision des images un peu en retrait par rapport à un viseur optique et léger retard à l'affichage).

## Alpha 77 II
L'Alpha 77 II est une évolution de l'A77 qui est équipé d'un nouveau capteur conservant la même résolution (techniquement proche de celui de l'Alpha 6000), mais la réactivité est améliorée, notamment grâce au microprocesseur Bionz X et à un nouveau module d'autofocus à 79 points dont 15 en croix. Il est présenté le 1er mai 2014. Le boîtier reste identique au précédent modèle mais il adopte une griffe porte-accessoire ISO au lieu de l'ancienne griffe au format propriétaire. La lumière de l'assistant d'autofocus disparaît, de même que le GPS qui est remplacé par le Wi-Fi et le NFC.
Le laboratoire DxO lui accorde une note de 82 contre 78 pour l'ancien modèle, et note une progression de la dynamique et la sensibilité en basse lumière.